# Movimiento de Izquierda-Verde
El Movimiento de Izquierda-Verde (en islandés: Vinstrihreyfingin – grænt framboð) es un partido político ecologista, feminista y ecosocialista de Islandia.
Fue fundado en 1999 por algunos miembros del Alþingi que no aprobaron la fusión de los partidos de izquierda islandeses que resultó en la Alianza Socialdemócrata. El Movimiento de Izquierda-Verde se focaliza en los valores socialistas, feministas y ecologistas, así como también en un reforzamiento de la democracia del país mediante una participación más directa de la población.
El partido se opone a la participación de Islandia en la OTAN, así como también a la invasión estadounidense de Afganistán e Irak. El partido también rechaza la participación de Islandia en la Unión Europea y apoya la causa palestina en el Oriente Medio.
Señala además como necesaria la integración y adaptación de los inmigrantes a la sociedad islandesa. Es parte de la Alianza de la Izquierda Verde Nórdica (NGLA por sus siglas en inglés Nordic Green Left Alliance), y posee cerca de 3000 miembros. El líder del partido es Steingrímur J. Sigfússon, quien es miembro del parlamento.
Se oponen a que Bruselas imponga cuotas a sus pescadores.

## Resultados electorales
En las elecciones parlamentarias de 1999 el Movimiento de Izquierda-Verde alcanzó el 9,1% de los votos y seis escaños en el Alþingi. Cuatro años después, el 2003, obtuvo el 8,8% de los votos, obteniendo cinco puestos de los 63 que posee el parlamento islandés. Luego de las elecciones de 2007 logró 9 puestos en el parlamento, alcanzando un 14,3% de los votos.
En febrero de 2009, el Movimiento de Izquierda-Verde se unió a la Alianza Socialdemócrata (Samfylkingin) como socio menor en un gobierno provisional, luego de que el gobierno de centro derecha dirigido por Geir H. Haarde dimitiera a causa de las protestas por el negativo impacto de la crisis financiera en Islandia.
En las elecciones del 26 de abril de 2009, la coalición de socialdemócratas e izquierdas verdes obtuvo una contundente victoria, ganando 34 de los 63 escaños del parlamento. El Movimiento de Izquierda-Verde consiguió 14 asientos, convirtiéndose en el tercer mayor partido islandés, con 21,7% de los votos.
El 30 de noviembre de 2017 la líder del partido Katrín Jakobsdóttir asumió como primera ministra de Islandia convirtiéndose en la segunda mujer en asumir dicho cargo en la historia del país y la primera de su partido. Logró ocupar el cargo tras pactar una coalición entre el Movimiento de Izquierda-Verde, el Partido de la Independencia y el Partido Progresista, los cuales juntos sumaron 35 de los 63 escaños en el Alþingi.
| Año  | Votos       | %     | Escaños | +/- | Gobierno                                                        |
| ---- | ----------- | ----- | ------- | --- | --------------------------------------------------------------- |
| 1999 | 15.115 (#4) | 9,1%  | 6/63    | 6   | Oposición                                                       |
| 2003 | 16.129 (#4) | 8,8%  | 5/63    | 1   | Oposición                                                       |
| 2007 | 26.136 (#3) | 14,3% | 9/63    | 4   | Oposición (2007-2009)                                           |
| 2007 | 26.136 (#3) | 14,3% | 9/63    | 4   | Coalición con AS (2009)                                         |
| 2009 | 40.580 (#3) | 21,7% | 14/63   | 5   | Coalición con AS                                                |
| 2013 | 20.546 (#4) | 10,9% | 7/63    | 7   | Oposición                                                       |
| 2016 | 30.166 (#2) | 15,9% | 10/63   | 3   | Oposición                                                       |
| 2017 | 33.155 (#2) | 16,9% | 11/63   | 1   | Coalición con Partido de la Independencia y Partido Progresista |
| 2021 | 25.114 (#3) | 12,6% | 8/63    | 3   | Coalición con Partido de la Independencia y Partido Progresista |
| 2024 | 4.974 (#9)  | 2,3%  | 0/63    | 8   | Extraparlamentario                                              |